# Bataille de Sahl al-Ghab
- Zone contrôlée par le régime syrien et ses alliés
- Gains du régime syrien et de ses alliés
- Zone contrôlée par les rebelles
- Gains des rebelles

Guerre civile syrienne
Batailles
La bataille de Sahl al-Ghab (« la plaine du Ghab »; prononcer « rab ») a lieu lors de la guerre civile syrienne. Le 27 juillet 2015, les rebelles de l'Armée de la conquête lancent une offensive contre les loyalistes dans la plaine de Sahl al-Ghab, au sud de Jisr al-Choghour, au nord-ouest du gouvernorat de Hama.

## Prélude

Situation dans le gouvernorat d'Idleb le 5 juillet 2015 après les offensives rebelles.
Zone contrôlée par le régime syrien et ses alliés
Zone contrôlée par les rebelles

Après s'être emparé du gouvernorat d'Idleb au printemps, les forces rebelles de l'Armée de la conquête et d'autres groupes insurgés lancent une nouvelle offensive dans la plaine de Sahl al-Ghab, située au sud de la ville de Jisr al-Choghour, au nord-ouest du gouvernorat de Hama et aux abords du gouvernorat de Lattaquié.
Selon l'Observatoire syrien des droits de l'homme (OSDH), les groupes rebelles qui prennent part à l'offensive sont principalement ; le Front al-Nosra, Jound al-Aqsa, Ahrar al-Cham, les Tchétchènes de Jound al-Cham, Ajnad al-Cham, le Parti islamique du Turkestan, Faylaq al-Cham et Jaych al-Sunna. Ainsi que des brigades l'Armée syrienne libre ; Liwa Suqour al-Jabal, Suqour al-Ghab (en), la 1re division côtière, la 111e et la 101e division d'infanterie,.
Côté loyaliste, l'armée syrienne est soutenue par des miliciens chiites afghans et iraniens, ainsi qu'une centaine d'hommes au moins du Hezbollah et par des officiers de l'armée iranienne. De plus des villageois alaouites prennent les armes pour affronter les rebelles.

## Déroulement
Les combats s'engagent le soir du 27 juillet 2015. Rapidement les rebelles s'emparent de 15 collines, barrages et positions de l'armée syrienne,. Les combats ont lieu autour des villages de Qarqar et al-Ziyara, au sud de Jisr al-Choghour. Les rebelles visent également la localité de Jourine, siège du centre de commandement des opérations de l'armée pour Sahl al-Ghab.
Le 1er août, les loyalistes reprennent sept des positions conquises plus tôt par rebelles dont la centrale électrique de Zizoune,,. Le 5, les rebelles prennent le village de Bahsa et avancent dans celui d'al-Sifsafah. Ils ne sont alors plus qu'à deux kilomètres de Jourine. Mais le lendemain matin, Bahsa est repris par les loyalistes. Le 7, Qarqar est pris par les rebelles et le commandant loyaliste Ali Kan’an est tué. Le 9, les rebelles prennent les villages d'al-Mansoura et al-Zayara, la zone des silos, Tal wasit et le point de contrôle d'al-Tanmia, ils se rapprochent ainsi de Jourine,. Cependant le 18 août, les loyalistes reprennent les villages de Naqous, Ziyara, Tal Wasset, Mansoura et al-Mesheek et avancent jusqu'à al-Qahera, sécurisant ainsi tout le secteur au sud de Qarqur. Toutefois, les rebelles contre-attaquent et reprennent al-Mesheek le 25 août puis Tal Wasset. Ziyara et Mansoura le 26 août.
En septembre, les combats diminuent en intensité. Le 14 octobre, les loyalistes désormais soutenus par l'aviation russe reprennent le village d'al-Foro. Le 19, des combats ont lieu près d'Al-Mansoura.

## Pertes
Le 29 juillet, l'OSDH affirme que les combats ont fait au moins 90 tués et blessés dans les rangs des loyalistes et 37 tués du côté des rebelles, dont 22 Syriens et 15 étrangers. Le 1er août, il donne ensuite un bilan de 20 loyalistes et 19 rebelles islamistes tués après les affrontements au barrage de Zezon.
Le 2 août, le bilan est pour l'OSDH d'au moins 73 rebelles, dont 45 Syriens, et 42 loyalistes tués pour les affrontements livrés du 30 juillet au 1er août,. Le 3 août, l'OSDH affirme que les pertes sont d'au moins 28 tués ou blessés pour les loyalistes et 16 morts pour les rebelles dans les combats de la veille. Le 5, il donne un bilan de 29 loyalistes tués — dont au moins 14 villageois armés pro-régime — ainsi que 35 rebelles — dont 13 Tchétchènes et Turkmènes — et 5 civils tués,,. Le 9, il est d'au moins 25 rebelles tués, dont 17 étrangers et 8 hommes du Front al-Nosra. Le 25 août, au moins 14 loyalistes sont tués. Le 19 octobre, 16 miliciens des Forces de défense nationale sont tués. Le 26, les combats à al-Mansourah font au moins 12 morts pour l'armée syrienne, 16 rebelles sont tués, dont 12 Ouzbeks et Turkmènes, et 8 miliciens afghans pro-régime sont arrêtés et exécutés.